# Mercedes-Benz M 103
| Mercedes-Benz        | Mercedes-Benz                             |
| -------------------- | ----------------------------------------- |
|                      |                                           |
| M 103                |                                           |
| Hersteller:          | Mercedes-Benz                             |
| Produktionszeitraum: | 1984–1995                                 |
| Bauform:             | Sechszylinder-Reihenmotor                 |
| Hubraum:             | 2,6 Liter (2599 cm³) 3,0 Liter (2962 cm³) |
| Vorgängermodell:     | M 110, M 123                              |
| Nachfolgemodell:     | M 104                                     |

Der M 103 ist ein Sechszylinder-Reihenmotor von Daimler-Benz mit 2,6 oder 3,0 Litern Hubraum, Querstromzylinderkopf und Saugrohreinspritzung. Der Ottomotor war Nachfolger der Motoren M 123 (2,5 Liter, eine Nockenwelle, Gegenstromzylinderkopf, Vergaser) und M 110 (2,8 Liter, zwei Nockenwellen, Querstromzylinderkopf, Vergaser oder Einspritzung).
Der Motor wurde Ende 1984 von Mercedes-Benz zusammen mit der neuen PKW-Baureihe W 124 präsentiert. Der Nachfolger M 104 mit Vierventiltechnik erschien 1989, jedoch wurde der M 103 weiter verwendet, zuletzt bis 1995 in den Modellen mit Allradantrieb (4MATIC) der Baureihe W 124.

## Entwicklung
Der Motor M 103 war eine grundlegende Neukonstruktion mit Ähnlichkeiten bei Konstruktion und Fertigungseinrichtungen zu den 1983/84 eingeführten Dieselmotoren OM 601/602/603 und dem Vierzylinder-Benzinmotor M 102. Er war kompakter und leichter als die beiden Vorgänger - so war z. B. die 3-Liter-Version trotz des höheren Hubraums mit Öl und Wasser 42 kg leichter als der 2,8-Liter-M 110. Gegenüber dem M 123 mit Vergaser und Gegenstromzylinderkopf war der spezifische Kraftstoffverbrauch beim M 103 mit 2,6 Litern Hubraum durch den Querstromzylinderkopf und die Saugrohreinspritzung geringer. Zugleich wurde der Wartungsaufwand vereinfacht, da das Einstellen der Ventile durch die zeitgleich in den M 102-Vierzylindern eingeführten Hydrostößel entfiel und eine Fertigfilterpatrone den alten losen Papierölfilter ersetzte. Im Vergleich zum M 110 mit der aufwendigen DOHC-Ventilsteuerung ließ sich der M 103 mit einzelner Nockenwelle (SOHC) auch erheblich preiswerter produzieren.
Der M 103 hatte einen Motorblock aus Grauguss und einen Zylinderkopf aus einer Aluminiumlegierung mit zwei V-förmig angeordneten Ventilen pro Zylinder. Diese wurden von einer oben zentral liegenden kettengetriebenen Nockenwelle über Kipphebel und Hydrostößel betätigt. Beide Hubraumvarianten hatten von Anfang an die KE-Jetronic-Saugrohreinspritzung von Bosch und eine elektronische Zündung mit einem Abgleichstecker im Motorraum zur Anpassung des Zündzeitpunkts an unterschiedliche Oktanzahlen der Kraftstoffe.
Die Hubraumleistung des M 103 war anfangs geringer als die des M 110. Um etwa die gleiche Leistung zu erreichen, hob man daher den Hubraum von 2,8 auf 3 Liter an. Die 2,6-Liter-Version mit kleinerer Bohrung sollte die Lücke zwischen dem großen 2,3-Liter-Vierzylinder und dem 3-Liter-Sechszylinder schließen. Sie erwies sich jedoch nicht als Verkaufsschlager, da der Motor annähernd so teuer wie der 3 Liter war, bei fast gleichem Verbrauch und gleichen Unterhaltskosten.
Der Grund für die Änderung von DOHC- zurück auf SOHC-Technik war neben dem geringeren Gewicht und den niedrigeren Fertigungskosten das Erreichen neuer ökologischer und ökonomischer Ziele, nämlich der Einführung der geregelten Katalysatortechnik und angesichts der herrschenden Ölkrise die notwendige Senkung des Benzinverbrauchs der 6-Zylinder-Motorisierung. Letzteres war Mitte der 1980er Jahre Teil eines großen Modernisierungsprogramms im Hause Daimler-Benz, welches sich vor allem auf die Motoren M 102, M 103 und M 117 auswirkte sowie auch auf die neu konstruierten Dieselmotoren.
Erstklassig ist dafür die Laufruhe dieses Aggregats, besonders der 2,6-Liter-Version. Der M 103 ist einer der laufruhigsten 6-Zylinder-Motoren, die je gebaut wurden.
Sehr interessant war dieser Motor im Modell 190 E 2.6 in der Automatikversion. Bei gesittetem Äußeren (im Gegensatz zum etwas „krawalligen“ Auftritt des Sechzehnventilers 190 E 2.3-16 mit Spoilern) bot der „kleine“ Mercedes mit diesem Motor sehr beachtliche Fahrleistungen, bei zugleich komfortabler Antriebsauslegung und noch zivilen Verbräuchen.
Mit diesen Motoren wurden etliche noch heute bekannte Tuning-Betriebe wie zum Beispiel AMG, Brabus und Lorinser groß, wenn sie auch teils schon zuvor tätig waren. Gängige Maßnahme war das Aufbohren des Motors und die Verwendung einer Kurbelwelle mit längerem Hub, sodass 3,6 Liter Hubraum und ca. 165 bis 180 kW, mit dem späteren Doppelnockenwellen-Zylinderkopf dann ca. 195 (265) bis 205 kW (279 PS) resultierten. Vereinzelt versuchten sich Tuner sogar an turbo-aufgeladenen Motorversionen mit deutlich über 220 kW (300 PS).
Die M 103-Motoren zählten zu den ausgereiftesten Motoren der Daimler-Benz-Geschichte, wie die Verkaufszahlen belegen. In den frühen Jahren bis 1988 gab es Probleme mit den Nockenwellen, diese liefen teilweise ein. Oft wurden sie später beim Service getauscht, teilweise ohne dass die Kunden davon überhaupt erfuhren. Ab 10/88 wurde der M 103 dann in der überarbeiteten Version weitgehend fehlerfrei. Die Nockenwellenfertigungstechnik wurde genau wie die dazugehörigen Kipphebel deutlich überarbeitet, um so das Hauptproblem des Motors zu beseitigen. Aber auch Einspritzanlage, Zündanlage, Steuerkette usw. erfuhren einige Detailverbesserungen, welche diesen Motor zu einem der langlebigsten Benzinmotoren der Daimler-Benz-PKW-Motorenreihe machten.
Die ADAC-Statistiken der späten 1980er Jahre sind kein Ruhmesblatt für diesen Motor, dies ist auf häufigere Ausfälle des Kraftstoffpumpen-Steuergeräts zurückzuführen sowie auf Mängel an der Zündanlage.
1989 begann Daimler-Benz damit, den M 103 durch den M 104 zu ersetzen. Der neue Motor mit Vierventiltechnik erreichte so eine Leistung von 162 kW (220 PS), was jedoch (beim häufigen Ausnutzen der Mehrleistung) mit einem höheren Kraftstoffverbrauch und nur geringfügig höherem Drehmoment im unteren Drehzahlbereich einherging. Dies wiederum hatte zur Folge, dass der Motor in sämtlichen Pressetests nicht angenommen wurde und so der M 103 bis Ende 1992 im Programm blieb. Erst dann kam die zweite Version des M 104 mit neuer Zünd- und Einspritzanlage sowie Nockenwellenverstellung, welche den M 103 dann weitgehend ersetzte.
Der M 103 mit 3 Litern Hubraum wurde jedoch bis 1995 im W 124 4MATIC und im SL R 129 zum Teil mit einer M 104 Motornummer (Ersatzteilnr.: 103 011 10 01) weiter eingebaut, da es sich nicht lohnte, die aufwendige Allradtechnik, welche sich ohnehin nur in geringeren Stückzahlen verkaufte, auf den neuen Motor M 104 anzupassen. Damit blieb der M 103 elf Jahre lang (1984 bis 1995) im PKW-Programm und zählte mit etlichen Hunderttausend Einheiten zu den erfolgreichsten Motoren der Daimler-Benz-Geschichte. Mit der Nachrüstung eines Kaltlaufreglers können viele M 103 die Abgasnorm Euro 2 erreichen, was die Kfz-Steuer in Deutschland mehr als halbiert.

## Daten, Verwendung
Mit Einführung der Katalysatortechnik im Jahr 1985 gab es die Motoren in RÜF- (Katalysator nachrüstbar) und KAT-Ausführung. Die Leistungen waren gegenüber der Standardausführung etwas geringer.
| Ausführung  | Fahrzeug                                                            | Bohrung/Hub [mm] | Hubraum [cm3] | Kat       | Verdichtung | Leistung [kW] bei Drehzahl [1/min] | Drehmoment [Nm] bei Drehzahl [1/min] |
| ----------- | ------------------------------------------------------------------- | ---------------- | ------------- | --------- | ----------- | ---------------------------------- | ------------------------------------ |
| 103.94x     | 190 E 2.6 (W 201) 260 E (W 124) 260 SE (W 126)                      | 82.9 / 80.25     | 2599          | --        | 10.0 : 1    | 125 bei 5800                       | 230 bei 4500                         |
| 103.94x     | 190 E 2.6 (W 201) 260 E (W 124) 260 SE (W 126)                      | 82.9 / 80.25     | 2599          | RÜF       | 9.2 : 1     | 122 bei 5800                       | 228 bei 4600                         |
| 103.94x     | 190 E 2.6 (W 201) 260 E (W 124) 260 SE (W 126)                      | 82.9 / 80.25     | 2599          | KAT       | 9.2 : 1     | 118 bei 5800                       | 220 bei 4600                         |
| 103.98x     | 300 E/CE/TE (Baureihe 124) 300 SE/SEL (Baureihe 126) 300 SL (R 107) | 88.5 / 80.25     | 2962          | --        | 10.0 : 1    | 140 bei 5600                       | 260 bei 4250                         |
| 103.98x     | 300 E/CE/TE (Baureihe 124) 300 SE/SEL (Baureihe 126) 300 SL (R 107) | 88.5 / 80.25     | 2962          | RÜF       | 9.2 : 1     | 138 bei 5700                       | 260 bei 4400                         |
| 103.98x     | 300 E/CE/TE (Baureihe 124) 300 SE/SEL (Baureihe 126) 300 SL (R 107) | 88.5 / 80.25     | 2962          | KAT       | 9.2 : 1     | 132 bei 5700                       | 255 bei 4400                         |
| 103.984     | 300 SL (R 129)                                                      | 88.5 / 80.25     | 2962          | RÜF / KAT | 9.2 : 1     | 140 bei 5700                       | 260 bei 4500                         |
| 103.987     | 300 GE (W 463)                                                      | 88.5 / 80.25     | 2962          | KAT       | 9.2 : 1     | 125 bei 5700                       | 235 bei 4500                         |
| 103.983 E32 | 190 E 3.2 AMG (W 201)                                               | 90.0 / 84.0      | 3206          | KAT       | 9.2 : 1     | 172 bei 5750                       | 305 bei 4500                         |